# XPd (Inschrift)

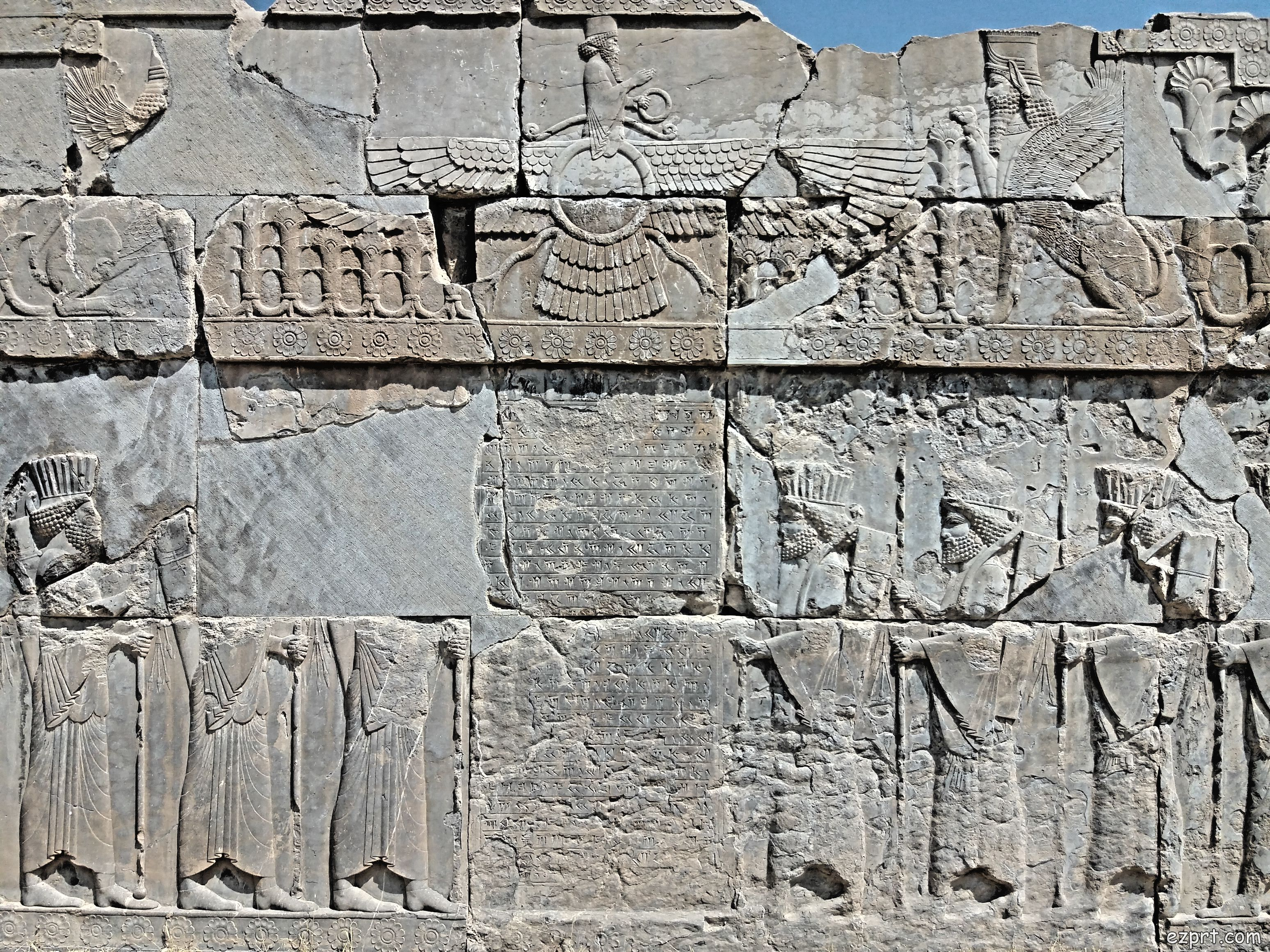
Die altpersische Sprachversion von XPd^{bW} auf zwei übereinander geschichteten Steinblöcken

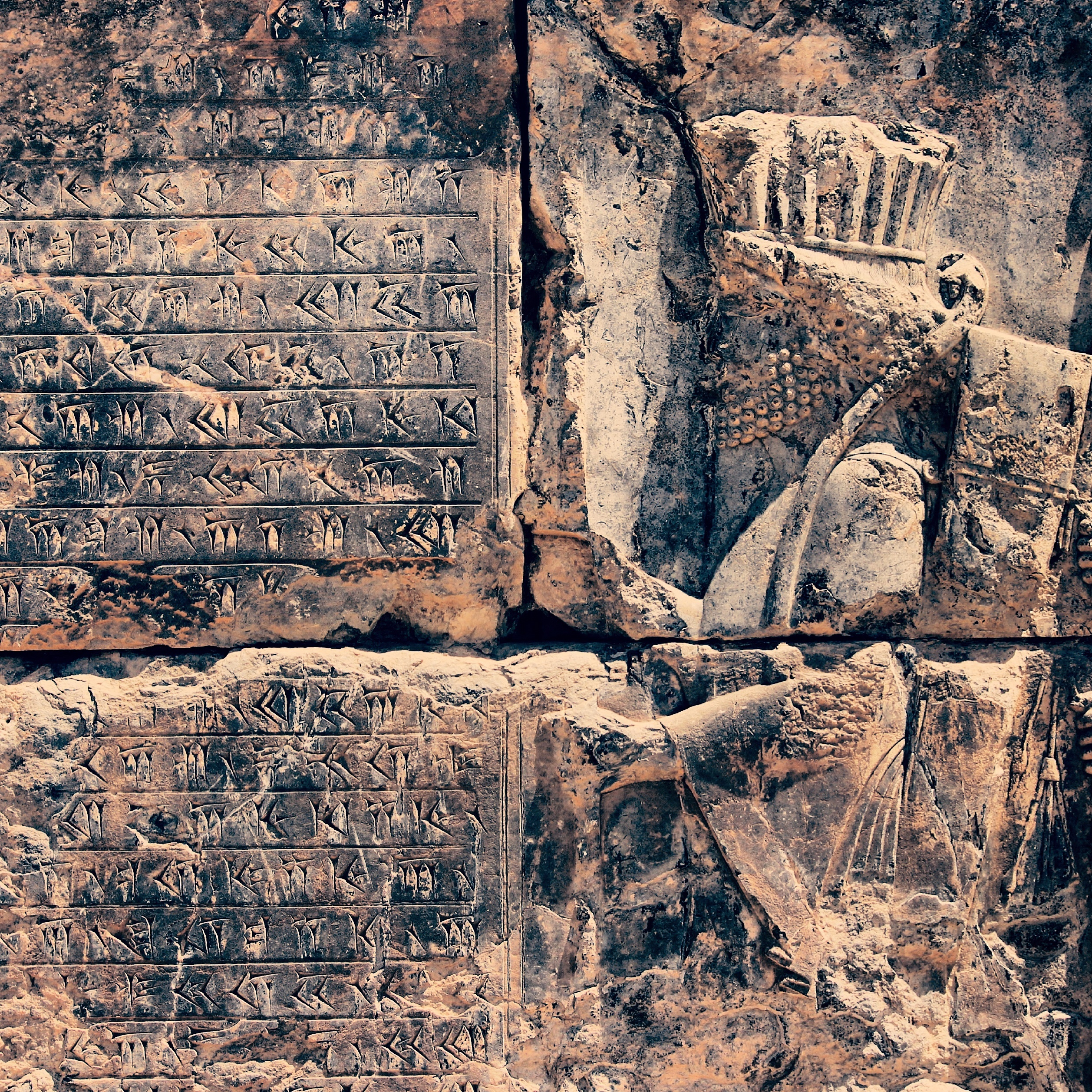
Detailansicht der altpersischen Sprachversion von XPd^{bW}

XPd ist die Bezeichnung einer Inschrift von Xerxes I. (X). Sie wurde in Persepolis (P) entdeckt und von der Wissenschaft mit einem Index (d) versehen. Die Inschrift liegt in altpersischer, elamischer und babylonischer Sprache vor. Die Inschrift ist in vierfacher Ausführung überliefert. Jede Ausführung wird von der Wissenschaft mit zusätzlichen Indexen identifiziert.

## Inhalt
„§1. Der große Gott (ist) Ahuramazda, der diese Erde erschaffen hat, der jenen Himmel erschaffen hat, der den Menschen erschaffen hat, der das Glück erschaffen hat für den Menschen, der Xerxes (zum) König gemacht hat, den einen (zum) König über viele, den einen (zum) Gebieter über viele.
§2. Ich (bin) Xerxes, der große König, König der Könige, König der Länder mit vielen Stämmen, König auf dieser großen Erde auch weithin, des Dareios, des Königs, Sohn, ein Achaimenide.
§3. Es kündet Xerxes, der große König: Nach dem Willen Ahuramazdas habe ich diesen Palast errichtet. Mich soll Ahuramazda schützen zusammen mit den Göttern und mein Reich und, was von mir geschaffen (worden ist).“

## Beschreibung
Die Inschrift XPd ist in vierfacher Ausführung überliefert. Alle Inschriften befinden sich in situ (am Ursprungsort) und sind teilweise zerstört oder stark angegriffen. Die beiden Versionen von XPda befinden sich an den Pfeilern des nördlichen Portikus zum Palast von Xerxes I. Die beiden Inschriften werden durch die in englischer Sprache gehaltenen Richtungsindexe XPdaNE und XPdaNW unterschieden. Die altpersische Sprachversion umfasst 19 Zeilen, die elamische 12 und die babylonische Sprachversion 11 Zeilen. Die Sprachversionen sind übereinander angeordnet, mit der altpersischen an oberster Stelle gefolgt von den elamischen und babylonischen Versionen.
Die beiden Ausführungen von XPdb befinden sich an den Fassaden der westlichen und östlichen Freitreppe zum Xerxes-Palast. Sie werden mit in englischer Sprache gehaltenen Richtungsindexen unterschieden: XPdbW und XPdbE. Die Sprachversionen sind nebeneinander angeordnet mit der altpersischen Version in der Mitte, der elamischen rechts und der babylonischen links von der altpersischen. Die altpersische Sprachversion umfasst 28 Zeilen, die elamische 23 und die babylonische Sprachversion 22 Zeilen.

## Rezeption
Für die Interpretation der babylonischen Sprachversion von XPd, siehe XPb.